# Freak like Me
Freak Like Me – pierwszy singel zespołu Sugababes z drugiego studyjnego albumu Angels with Dirty Faces. Został nagrany po odejściu Siobhan Donaghy z zespołu, którą zastąpiła Heidi Range.

## Lista utworów
1. Freak Like Me – 3:57
2. Freak Like Me (We Don't Give A Damn Mix) – 3:39
3. Breathe Easy – 4:07
4. Freak Like Me (Seani B Mix) – Teledysk